# Oslopakke 2
Oslopakke 2 er en fælles handlingsplan for infrastrukturen i Oslo og Akershus 2002-2011, især med hensyn til kollektiv trafik.

## Formål
Ifølge hjemmesiden er Oslopakke 2 (O2) en plan for at fremskynde udviklingen af infrastruktur og indkøb af materiel til den kollektive trafik i Oslo og Akershus. Hensigten med planen er, at udvikling og drift af transportsystemet i regionen vurderes samlet over fylkesgrænsene, og at transportafviklingen for bane- og vejsystemet vurderes under ét. Oslopakke 2 skal sikre en udbygning af den kollektive trafik i løbet af ti år, som ellers ville tage omkring 25 år.
Et centralt punkt er pakkens tidsperspektiv. O2 udgik 1. november 2011, mens Oslopakke 3 startede i 2008. På den måde overlappede de to pakker hinanden.

## Projekter
- T-baneringen:
  - Nydalen Station
  - Storo Station
  - Sinsen Station
- Askerbanen: nyt jernbanetracé mellem Skøyen og Sandvika, der kan aflaste den meget benyttede strækning.

## Finansiering
Oslopakke 2 blev finansieret af staten, Oslo kommune, Akershus fylkeskommune og trafikanterne. Trafikantbetalingen bestod blandt andet af vejafgifter fra bomringen omkring Oslo. Derudover opkrævede Ruter et ekstraordinær tillæg pr. rejse gennem takstsystemet. Disse midler finansierede dele af det nye T-banemateriel. Som nævnt ovenfor udgik Oslopakke 2 fra 1. november 2011. I Akershus blev tillægger til billetprisen bevaret og øremærket finansiering af drift af og reinvestering i Kolsåsbanen. I Oslo blev tillægget også bevaret og går til at dække vognleje for MX3000-vognene.